# Three Coins in the Fountain (canción)
«Three Coins in the Fountain» es una canción del año 1954 con música del compositor estadounidense Jule Styne y letra de Sammy Cahn para la película homónima —título en España:: Creemos en el amor—, ganadora del premio Óscar a la mejor canción original de dicho año. La letra de la canción hace referencia al acto de lanzar una moneda a la Fontana di Trevi de Roma con el propósito de pedir un deseo; los tres protagonistas de la película lanzan una moneda a la fuente.

## Versiones
La canción fue cantada con gran éxito por la banda The Four Aces, quienes llegaron al número 1 de la lista Billboard, por Frank Sinatra y por Sergio Franchi.